# 兵庫県道23号三木宍粟線
兵庫県道23号三木宍粟線（ひょうごけんどう23ごう みきしそうせん）は、兵庫県三木市と宍粟市を結ぶ主要地方道（兵庫県道）である。

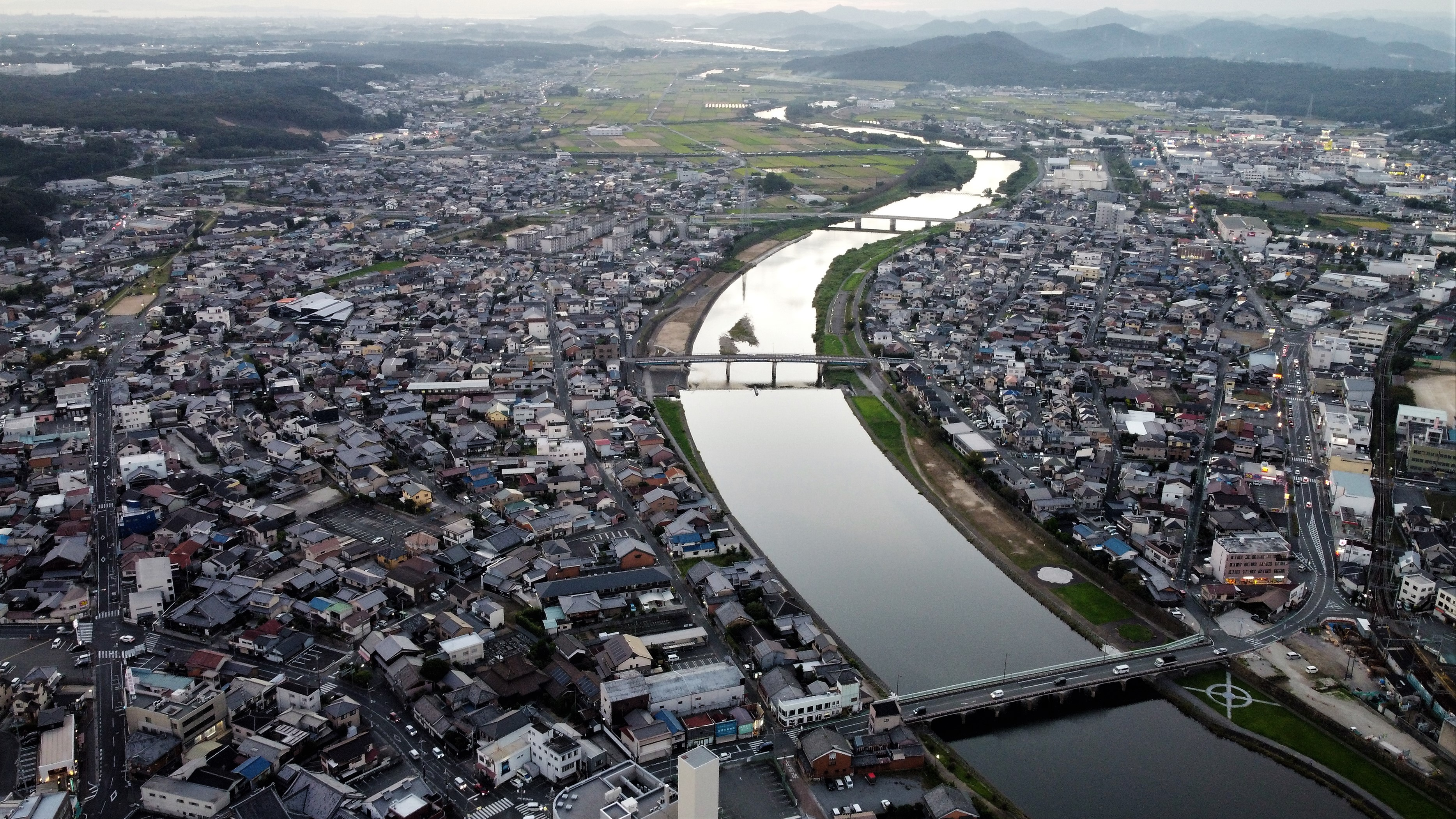
兵庫県道23号空撮画像（一番手前の橋と右前方に延びる道が兵庫県道23号三木宍粟線。橋手前の白い四角い煙突状に見える建物が三井住友銀行三木支店。画面中央の橋が末広橋）

## 概要
以前は兵庫県道23号三木山崎線だったが、宍粟市発足（2005年4月1日）に伴い2006年4月1日兵庫県告示第418号の2で現在の路線名称に改称した。
兵庫県道22号（三木街道）、国道29号と合わせて神戸市方面と鳥取市方面を最短で結ぶルートとなっている。
起点 - 小野市市場町間は国道175号の旧道である。
小野市市場町 - 小野市敷地町間には国道175号との重用があり、そのため変則的なルートをとる。それは以下の通りである。
- 三木市 - 小野市樫山町 - 小野市市場町間は旧国道175号。
- 小野市市場町で国道175号方面へ連絡迂回。
- 国道175号の小野市市場町 - 小野市浄谷町間は国道175号と重用。
- 小野市浄谷町から旧国道175号方面へ連絡、小野市敷地町の旧国道175号交点を経て加西市へ。
- 途中小野市市場町で兵庫県道18号加古川小野線と、小野市天神町で兵庫県道81号小野香寺線と、小野市浄谷町で兵庫県道75号小野藍本線とそれぞれ接続。

姫路市安富町の安志南交差点から終点までは国道29号との重用である。そのため宍粟市内の道路標識では当道路の表記がない。

### 路線データ
- 起点：三木市本町2丁目（本町交差点、兵庫県道20号加古川三田線交点）
- 終点：宍粟市山崎町中広瀬（中広瀬交差点、国道29号鳥取方面、兵庫県道6号養父宍粟線、兵庫県道8号加美宍粟線、兵庫県道53号宍粟下徳久線交点）
- 総延長：
- 実延長：45.9 km

## 歴史
2013年9月の平成25年台風第18号の災害により、加古川を渡る粟田橋の橋脚が河床洗掘により沈下する等の大きな損傷を受け通行止めとなり、架け替え工事を行い、2016年7月9日に復旧・開通した。

### 年表
- 1954年（昭和29年）
  - 1月20日 - 建設省（現・国土交通省）が指定県道神戸鳥取線の一部を主要地方道三木山崎線に指定。
  - 11月24日 - 兵庫県が県道23号三木山崎線を認定。
- 1969年（昭和44年）12月4日 - 福崎町の県道5号姫路豊岡線重複区間が一般国道312号へ昇格。
- 1974年（昭和49年）11月12日 - 加西市の県道36号姫路篠山線重複区間が一般国道372号へ昇格。
- 1993年（平成5年）5月11日 - 建設省から、県道三木山崎線が三木山崎線として主要地方道に再指定される[3]。

## 路線状況

### バイパス
高木末広バイパス
兵庫県三木市の市街地部分を通過する経路を避けるために三木市別所町高木から同市末広まで建設された全長0.98 kmのバイパスである。2006年（平成18年）度から建設が始まった。美嚢川に架橋されている「かじや橋」部分の0.48 kmは2020年（令和2年）9月26日に開通した。残りの兵庫県道20号加古川三田線までの0.34 kmは、2022年（令和4年）4月5日に開通。

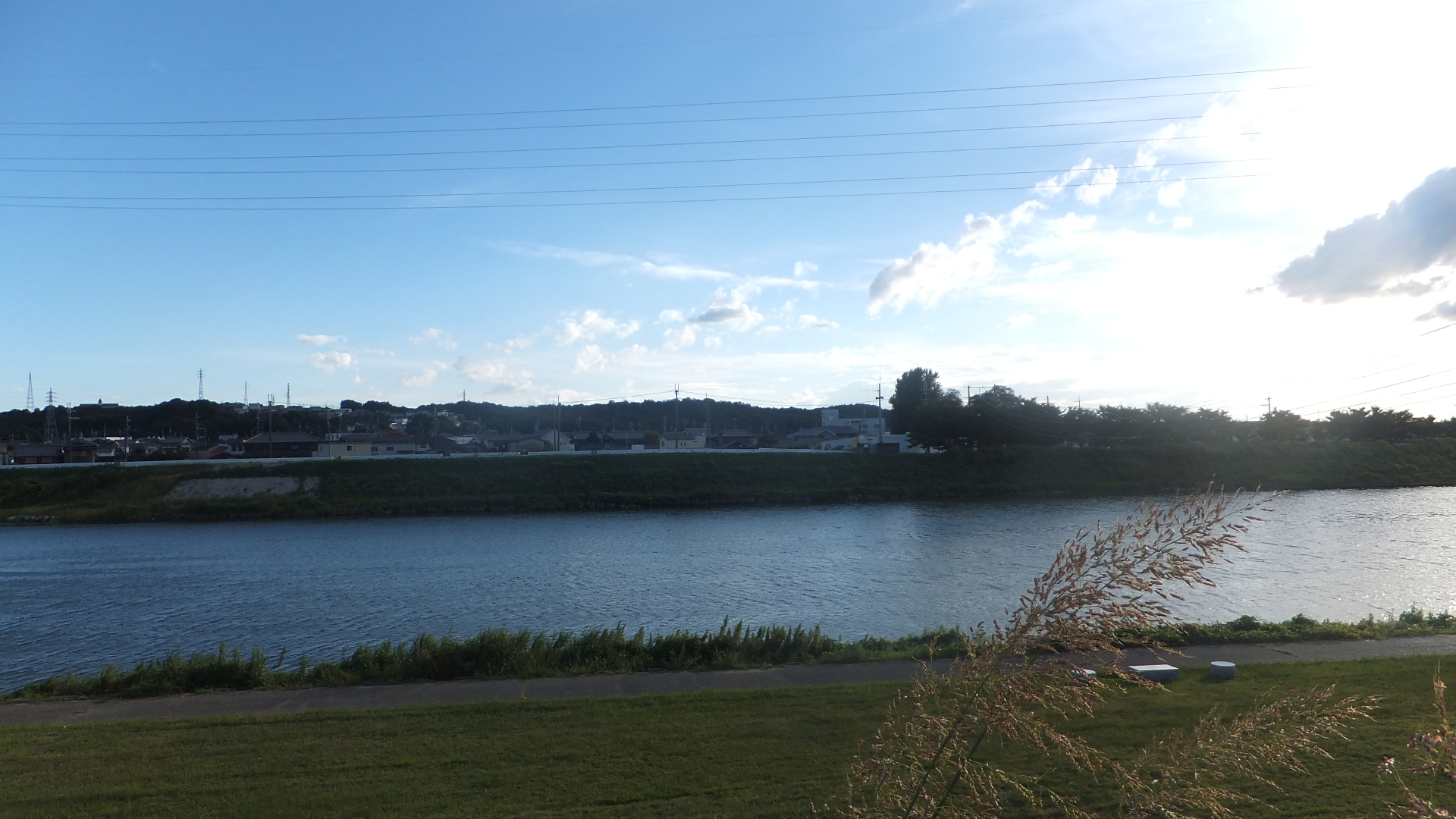
建設する前の「かじや橋」の場所 三木市末広で撮影
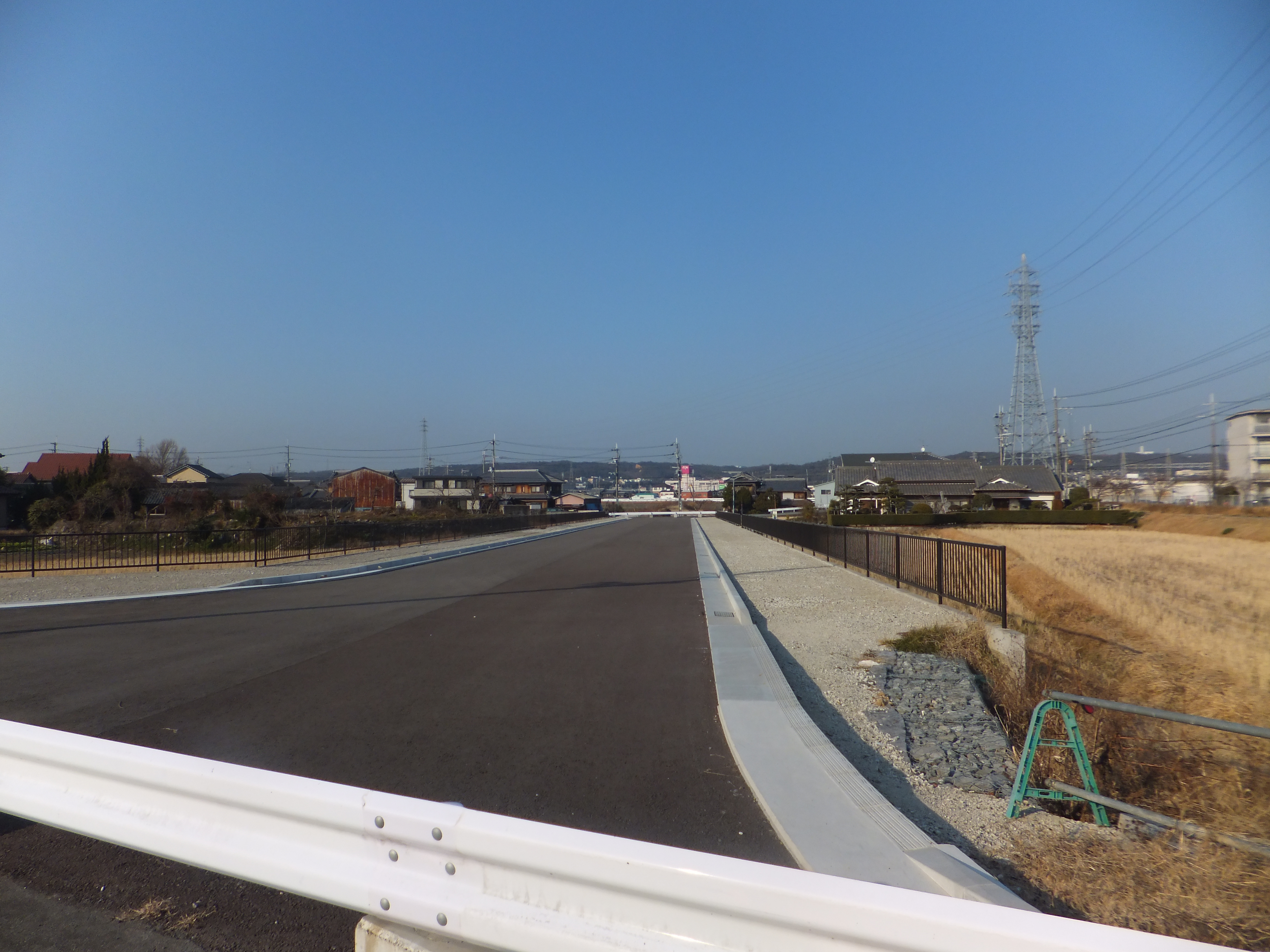
建設中のバイパス 三木市別所町高木で撮影

丸山バイパス
加西市北条町西高室から北条に至る全長660 mのバイパスである。2019年（平成31年）4月13日に開通。

### 重複区間
- 兵庫県道360号正法寺三木停車場線（三木市末広2丁目・三木中学校前交差点 - 三木市平田・平田交差点間）
- 国道175号（国道427号重用、小野市市場町・市場東交差点 - 小野市浄谷町・浄谷町中交差点間）
- 兵庫県道349号市場多井田線（小野市粟生町・粟田橋西詰交差点 - 同・粟生西交差点間）
- 国道372号（加西市中野町・加西中野交差点 - 加西市下宮木町・下宮木交差点間）
- 兵庫県道369号大和北条停車場線（加西市北条町北条・北条町駅東交差点 - 加西市北条町北条・北条町駅前交差点間）
- 国道29号（姫路市安富町安志・安志南交差点 - 宍粟市山崎町中広瀬・中広瀬交差点・終点間）

## 地理

### 通過する自治体
- 三木市
- 小野市
- 加西市
- 神崎郡福崎町
- 姫路市
- 宍粟市

### 交差する道路

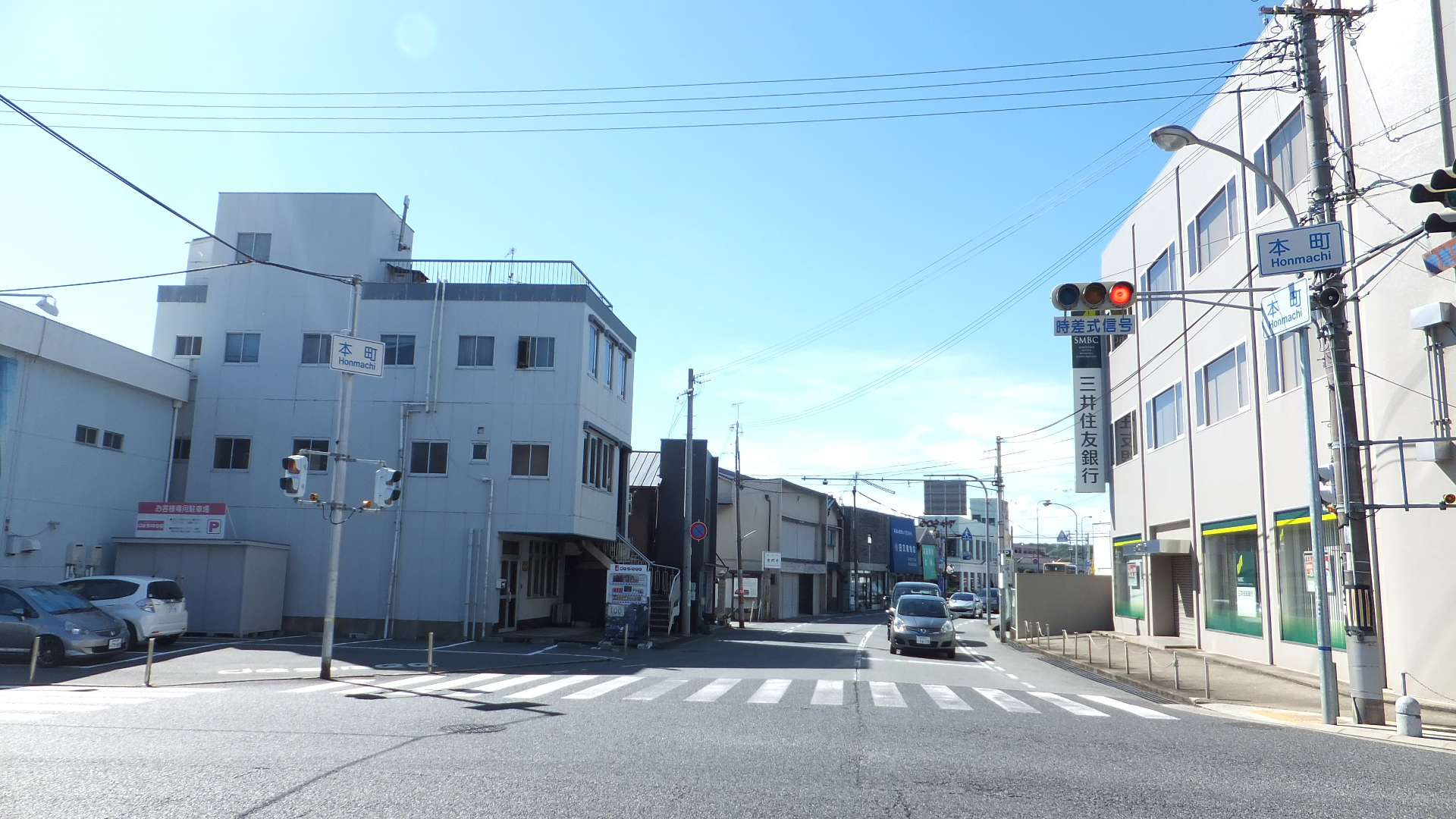
起点付近 三木市本町2丁目
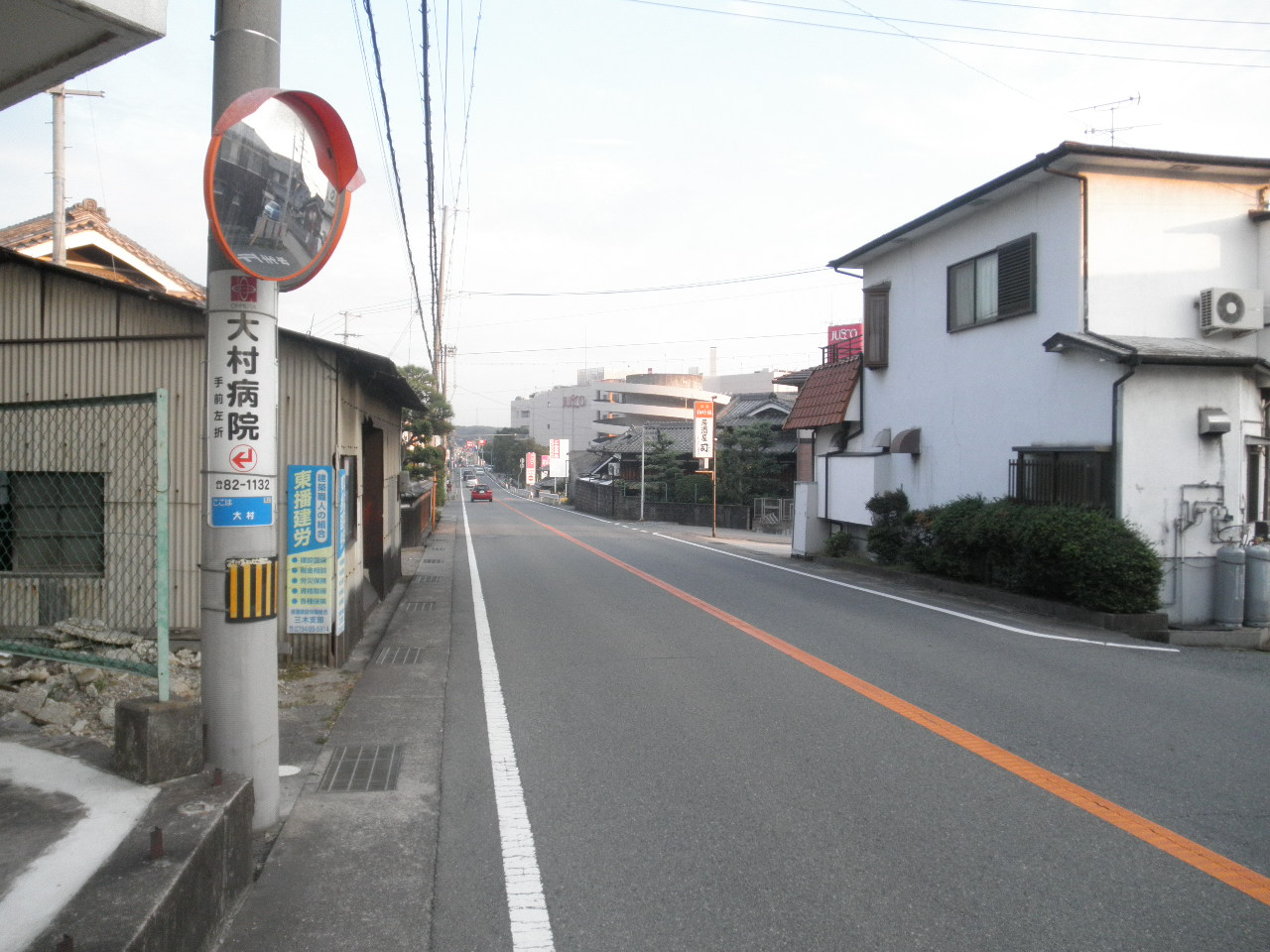
イオン三木店付近 三木市大村
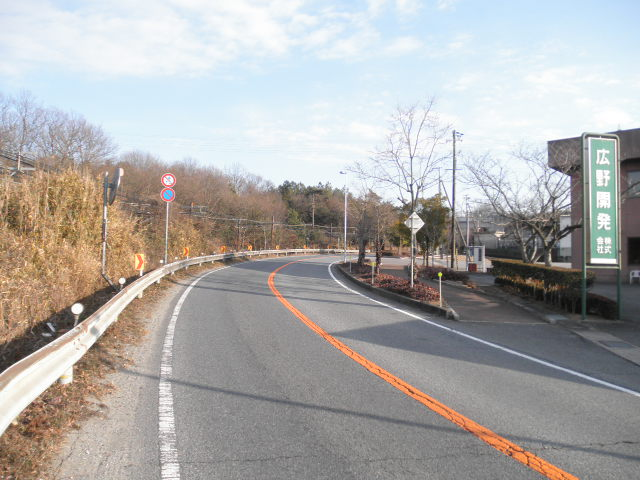
神戸電鉄粟生線沿い 小野市樫山町
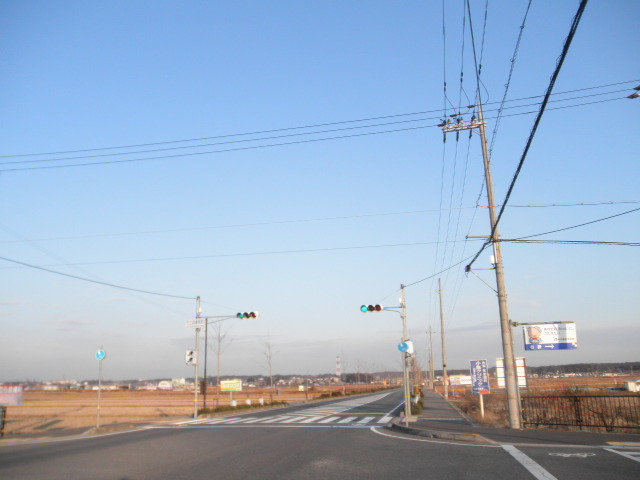
小野市立図書館付近 小野市中島町
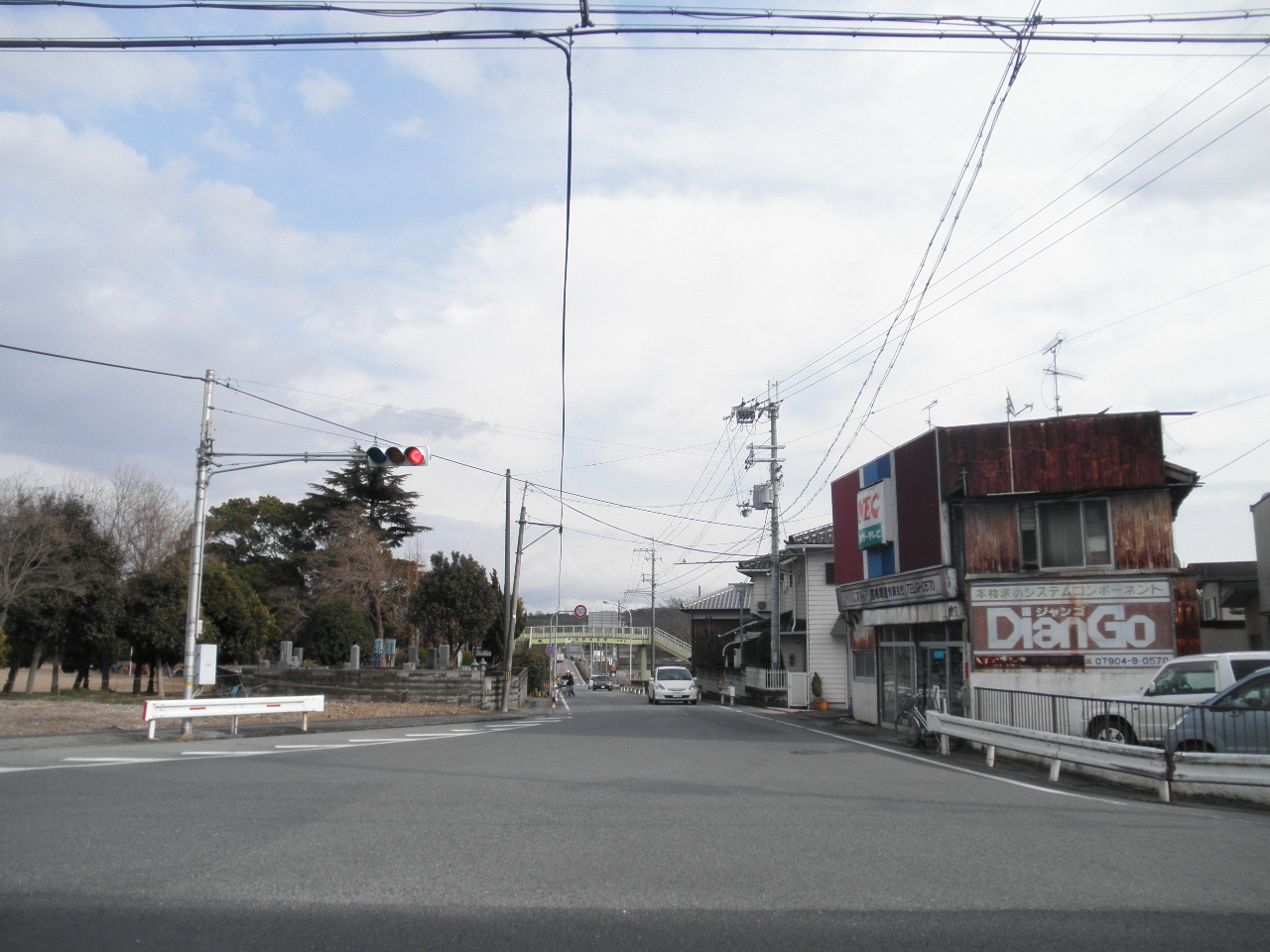
国道372号との交点 加西市中野町
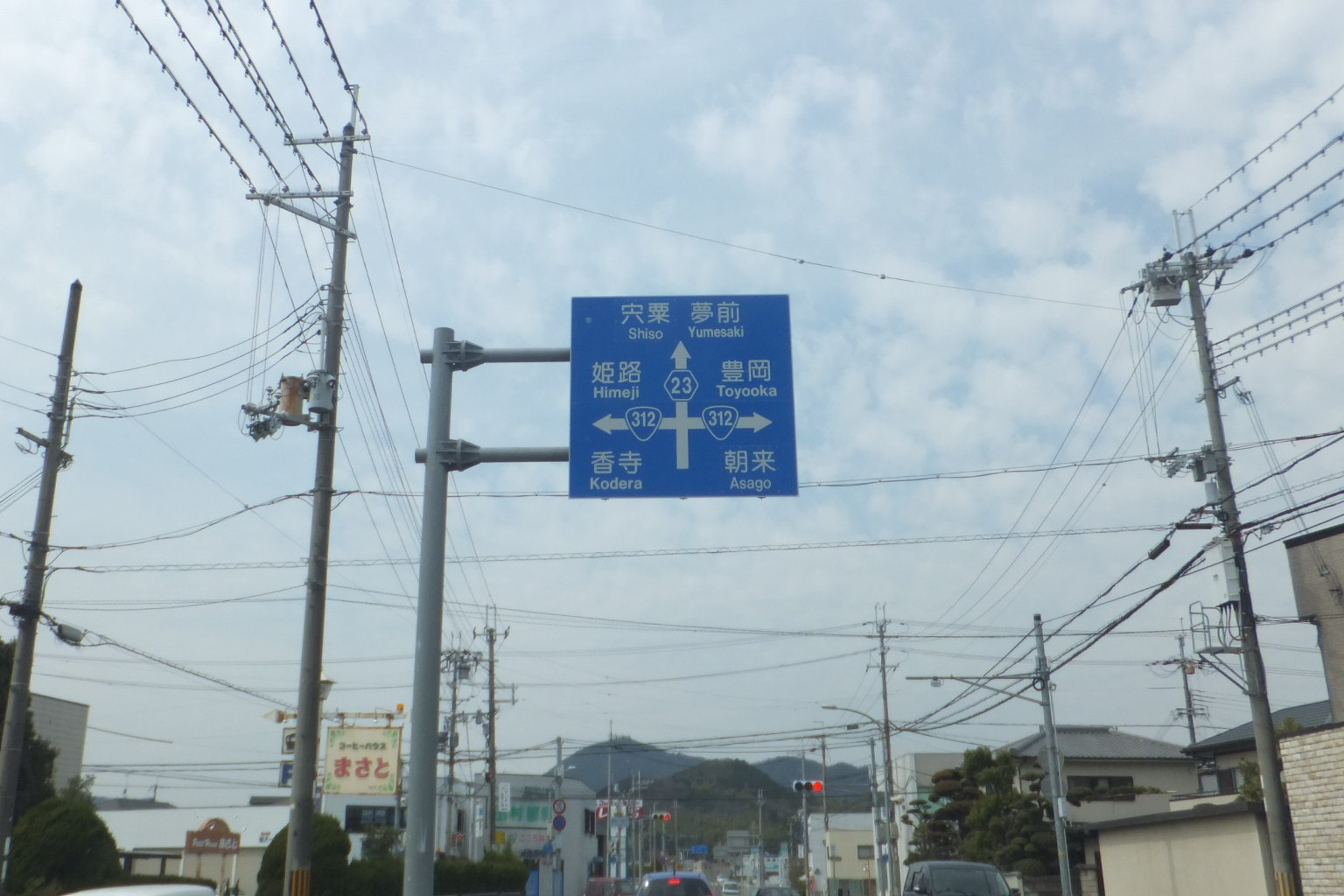
国道312号との交点 神崎郡福崎町福崎新
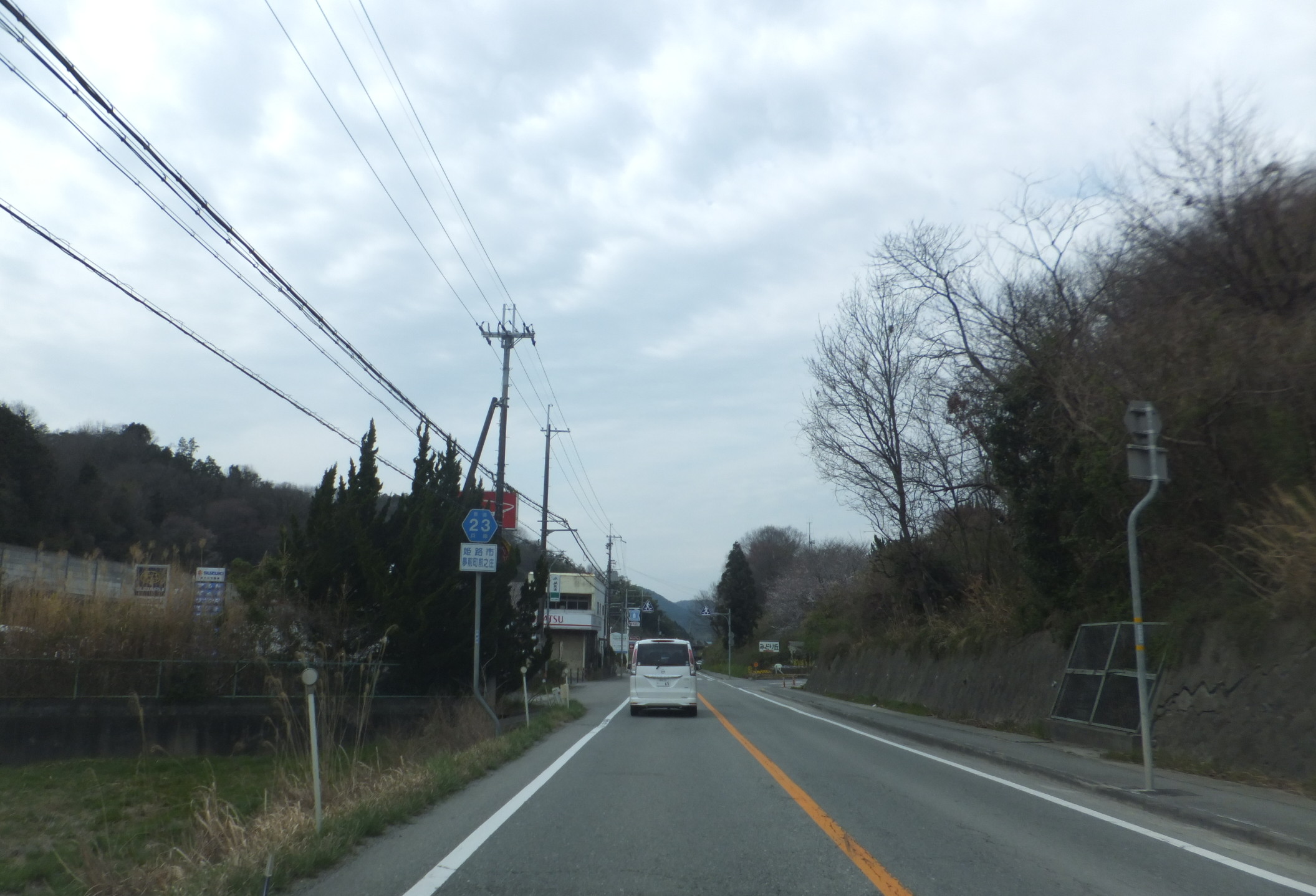
中国自動車道との並走区間 姫路市夢前町前之庄

| 交差する道路                                                                               | 市町村名 | 市町村名 | 交差する場所                 | 交差する場所                                    |
| 現道                                                                                       | 現道     | 現道     | 現道                         | 現道                                            |
| ------------------------------------------------------------------------------------------ | -------- | -------- | ---------------------------- | ----------------------------------------------- |
| 兵庫県道20号加古川三田線                                                                   | 三木市   | 三木市   | 本町2丁目                    | 本町交差点 / 起点                               |
| 兵庫県道360号正法寺三木停車場線 重複区間起点                                               | 三木市   | 三木市   | 末広2丁目                    | 三木中学校前交差点                              |
| 兵庫県道23号三木宍粟線 / 高木末広バイパス                                                  | 三木市   | 三木市   | 末広3丁目                    |                                                 |
| 兵庫県道360号正法寺三木停車場線 重複区間終点                                               | 三木市   | 三木市   | 平田                         | 平田交差点                                      |
| 国道175号 国道427号 重複                                                                   | 小野市   | 小野市   | 樫山町                       | 樫山交差点                                      |
| 兵庫県道18号加古川小野線                                                                   | 小野市   | 小野市   | 市場町                       | 市場交差点                                      |
| 国道175号 重複区間起点 国道427号 重複区間起点                                              | 小野市   | 小野市   | 市場町                       | 市場東交差点                                    |
| 兵庫県道81号小野香寺線 兵庫県道353号大畑小野線                                             | 小野市   | 小野市   | 天神町                       | 天神町交差点                                    |
| 国道175号 重複区間終点 国道427号 重複区間終点 兵庫県道75号小野藍本線                       | 小野市   | 小野市   | 浄谷町（きよたにちょう）     | 浄谷町中交差点                                  |
| 兵庫県道18号加古川小野線                                                                   | 小野市   | 小野市   | 敷地町（しきじちょう）       | 敷地町南交差点                                  |
| 兵庫県道352号住吉住永線                                                                    | 小野市   | 小野市   | 住永町（すみながちょう）     |                                                 |
| 兵庫県道349号市場多井田線 重複区間起点                                                     | 小野市   | 小野市   | 粟生町（あおちょう）         | 粟田橋西詰交差点                                |
| 兵庫県道349号市場多井田線 重複区間終点                                                     | 小野市   | 小野市   | 粟生町                       | 粟生西交差点                                    |
| 兵庫県道79号高砂加古川加西線                                                               | 加西市   | 加西市   | 桑原田町（くわはらだちょう） | 桑原田（くわはらた）交差点                      |
| 兵庫県道572号播磨中央自転車道線                                                            | 加西市   | 加西市   | 繁昌町（はんじょうちょう）   |                                                 |
| 国道372号 重複区間起点                                                                     | 加西市   | 加西市   | 中野町                       | 加西中野交差点                                  |
| 国道372号 重複区間終点                                                                     | 加西市   | 加西市   | 下宮木町                     | 下宮木交差点                                    |
| 兵庫県道716号玉野倉谷線                                                                    | 加西市   | 加西市   | 鶉野町（うずらのちょう）     | フラワーセンター前交差点                        |
| 兵庫県道43号高砂北条線                                                                     | 加西市   | 加西市   | 北条町西高室                 | 西高室交差点                                    |
| 兵庫県道24号多可北条線 兵庫県道369号大和北条停車場線 重複区間起点                          | 加西市   | 加西市   | 北条町北条                   |                                                 |
| 兵庫県道369号大和北条停車場線 重複区間終点                                                 | 加西市   | 加西市   | 北条町北条                   |                                                 |
| 兵庫県道117号豊富北条線                                                                    | 加西市   | 加西市   | 北条町北条                   | 笠屋交差点                                      |
| E95 播但連絡道路                                                                           | 神崎郡   | 福崎町   | 東田原                       | 福崎北ランプ交差点 8 福崎北ランプ               |
| 兵庫県道218号西田原姫路線                                                                  | 神崎郡   | 福崎町   | 西田原                       | 田尻交差点                                      |
| 国道312号                                                                                  | 神崎郡   | 福崎町   | 福崎新                       | 福崎大橋西交差点                                |
| 兵庫県道409号久畑香呂線                                                                    | 姫路市   | 姫路市   | 香寺町久畑（くばた）         | 久畑交差点                                      |
| E2A 中国自動車道 姫路市道置塩134号線                                                       | 姫路市   | 姫路市   | 夢前町前之庄                 | 夢前スマートインター前交差点 9-1 夢前スマートIC |
| 兵庫県道67号姫路神河線                                                                     | 姫路市   | 姫路市   | 夢前町前之庄                 | 前之庄西交差点                                  |
| 兵庫県道411号山之内莇野姫路線                                                              | 姫路市   | 姫路市   | 夢前町莇野（あぞの）         | 四辻（よつじ）交差点                            |
| 兵庫県道430号東河内安富線                                                                  | 姫路市   | 姫路市   | 安富町安志（あんじ）         | 安志東交差点                                    |
| 国道29号 重複区間起点                                                                      | 姫路市   | 姫路市   | 安富町安志                   | 安志南交差点                                    |
| 兵庫県道26号宍粟新宮線                                                                     | 宍粟市   | 宍粟市   | 山崎町船元                   | 山崎インター南交差点                            |
| E2A 中国自動車道                                                                           | 宍粟市   | 宍粟市   | 山崎町船元                   | 10 山崎IC                                       |
| 国道29号 重複区間終点 兵庫県道6号養父宍粟線 兵庫県道8号加美宍粟線 兵庫県道53号宍粟下徳久線 | 宍粟市   | 宍粟市   | 山崎町中広瀬（なかびろせ）   | 中広瀬交差点 / 終点                             |
| 高木末広バイパス                                                                           |          |          |                              |                                                 |
| 国道175号 国道427号 重複 兵庫県道20号加古川三田線                                          | 三木市   | 三木市   | 別所町高木                   | 国道175号入口交差点 / バイパス起点              |
| 兵庫県道23号三木宍粟線 / 現道 兵庫県道360号正法寺三木停車場線 重複                         | 三木市   | 三木市   | 末広3丁目                    | バイパス終点                                    |

- 起点付近
三木市本町2丁目
- イオン三木店付近
三木市大村
- 神戸電鉄粟生線沿い
小野市樫山町
- 小野市立図書館付近
小野市中島町
- 国道372号との交点
加西市中野町
- 国道312号との交点
神崎郡福崎町福崎新
- 中国自動車道との並走区間
姫路市夢前町前之庄

### 沿線にある施設など

#### 主要施設
- 三井住友銀行三木支店（旧・さくら銀行）
- 神戸電鉄粟生線 三木駅
- 山陰合同銀行北播磨支店（空中店舗）
- 神姫バス 三木営業所
- イオン三木店（旧・ジャスコ三木店）
- 神戸電鉄粟生線 大村駅
- 神戸電鉄粟生線 樫山駅
- 神戸電鉄粟生線 市場駅
- 北播磨総合医療センター
- 国立病院機構兵庫あおの病院
- 小野市消防本部 小野市消防署南分署
- 神戸電鉄粟生線 小野駅
- 小野市役所
- 小野市民会館
- 小野市消防本部 小野市消防署
- 兵庫県警 小野警察署
- 大池総合公園
- イオン小野店（旧・小野サティ）
- JR加古川線 粟生駅
- 北条鉄道北条線 粟生駅
- 神戸電鉄粟生線 粟生駅
- 小野市立小野特別支援学校
- 陸上自衛隊 青野ヶ原演習場
- 北はりま消防本部 加西消防署南分署
- 兵庫県立フラワーセンター
- 兵庫県立北条高等学校
- 兵庫県立播磨農業高等学校
- 兵庫県警 加西警察署
- 北はりま消防本部 加西消防署
- 加西市役所
- 加西市民会館
- 加西市立加西病院
- 北条鉄道北条線 北条町駅
- アスティアかさい
- コープこうべ コープ加西
- イオンモール加西北条（旧・イオン加西北条ショッピングセンター）
- 福崎町役場
- 兵庫県警 福崎警察署
- 姫路市消防局 中播消防署
- 姫路市消防局 中播消防署西部出張所
- 姫路市役所 夢前事務所
- 兵庫県立夢前高等学校
- 自由ヶ丘高等学校（旧・日生学園第三高等学校）
- 姫路市役所 安富事務所
- 宍粟市消防本部
- 宍粟市役所
- 宍粟市役所 山崎地域局

#### 名所・旧跡・観光地
- 王塚古墳
- 兵庫県立フラワーセンター
- 福崎東洋ゴルフ倶楽部